# Paul François Genton
Paul François Genton, né le 28 septembre 1773 à Corsier-sur-Vevey et mort le 30 avril 1851 à Pully est une personnalité politique suisse.

## Biographie
Paul François Genton est député du Grand Conseil du canton de Vaud de 1808 à 1831 et conseiller d'État de 1831 à 1839.